# Ekonomika Jižní Koreje
Ekonomika Jižní Koreje je vysoce rozvinutá smíšená ekonomika, v níž dominují rodinné konglomeráty zvané čeboly. Dle HDP je 4. největší ekonomikou v Asii a 12. největší na světě. Jižní Korea je známá svým velkolepým vzestupem z jedné z nejchudších zemí na světě do vyspělé země s vysokými příjmy během několika generací. Tento hospodářský růst byl popsán jako „zázrak na řece Hangang“, který Jižní Koreu přivedl na řadu elitních zemí v OECD a skupině G-20. Jižní Korea zůstává po Velké recesi jednou z nejrychleji rostoucích vyspělých zemí na světě. Je součástí skupiny zemí Next Eleven, které by měly dominovat globální ekonomice v polovině 21. století.